# Regimiento inmortal

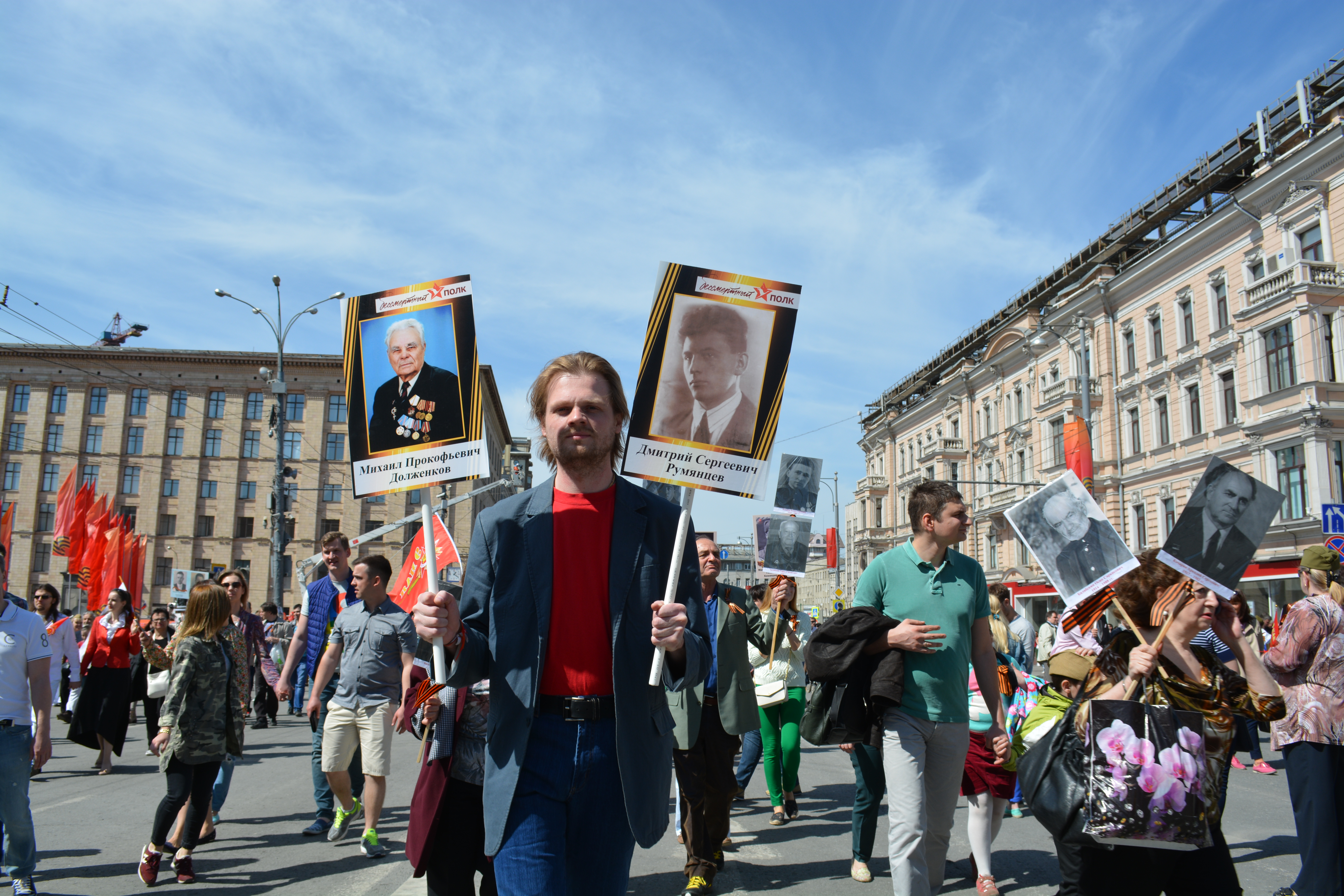
Marcha Regimiento inmortal por las calles de Moscú en 2015.

Regimiento inmortal (en ruso Бессмертный полк - Bessmertny polk) es el nombre que se dio en Rusia a una marcha que se convoca anualmente, el día 9 de mayo, en el contexto de la conmemoración del Día de la Victoria. En dicha manifestación las personas salen a las calles de las ciudades cargando retratos de sus familiares fallecidos durante la Segunda Guerra Mundial, o como es denominada en ese país, la Gran guerra patriótica.
La primera marcha de este tipo se realizó en Tomsk, en 2012, convocando a 5 mil personas. La idea se extendió por más ciudades de Rusia y del mundo donde hay presencia de personas de ese país. En 2013 ya se realizaba en Kazajistán y Ucrania, y en 2014 lo hicieron ciudades de Bielorrusia, Kirguistán e Israel.
En 2015 el presidente Vladímir Putin, junto a otras 500 000 personas, participó en el Regimiento inmortal llevando el retrato de su padre.
El 9 de mayo de 2018 el Regimiento Inmortal logró reunir a más de 10 millones de personas en toda Rusia.